# كروس جن
كروس جن ((هانغل: 크로스진); تكتب بطريقة CROSS GENE) هي فرقة فتيان متعددة الجنسيات  بستة أعضاء تأسست في كوريا الجنوبية. تابعة لشركة أموس كوريا، الفرقة تتكون من الكوري الجنوبي شين، سانغمين، يونغسوك وسيونغ. والصيني كاسبر والياباني تاكويا .

## روابط خارجية
- كروس جن على موقع ميوزك برينز (الإنجليزية)

- الموقع الرسمي
 (كورية)
- الموقع الرسمي
 (يابانية)